# Frank Langella
Frank Angelo Langella Jr. (Bayonne, 1 de janeiro de 1938) é um ator norte-americano de teatro e cinema. Ao longo da carreira, conquistou quatro Prêmios Tony, o prêmio mais importante do teatro americano, sendo dois como melhor ator coadjuvante/secundário (pelos espetáculos Seascape, de 1975, e Fortune's Fool, de 2002) e dois como melhor ator (por Frost/Nixon, de 2007, e por The Father, de 2016).
Namorou a atriz e comediante Whoopi Goldberg de 1996 a 2001. Os dois começaram a namorar durante as gravações do filme Eddie.

## Filmografia
- 1970 - Diary of a Mad Housewife
- 1970 - The Twelve Chairs
- 1972 - The Wrath of God
- 1974 - The Mark of Zorro
- 1979 - Dracula
- 1987 - Masters of the Universe
- 1992 - 1492: Conquest of Paradise
- 1993 - Body of Evidence
- 1993 - Dave
- 1994 - Junior
- 1994 - Brainscan
- 1995 - Cutthroat Island
- 1995 - Moisés
- 1996 - Eddie
- 1996 - The Greatest Pharaohs
- 1997 - Lolita
- 1998 - Alegría
- 1998 - Small Soldiers
- 1999 - The Ninth Gate
- 2000 - Cry Baby Lane
- 2001 - Sweet November
- 2001 - The Beast
- 2004 - House of D
- 2004 - The Novice
- 2005 - Back in the Day
- 2005 - Now You See It...
- 2005 - Sweet William
- 2005 - Good Night, and Good Luck
- 2006 - Superman Returns
- 2006 - 10.5: Apocalypse
- 2007 - Starting Out in the Evening
- 2008 - Frost/Nixon
- 2008 - The Tale of Despereaux
- 2009 - The Box
- 2009 - All Good Things
- 2012 - Robot & Frank
- 2016 - Captain Fantastic
- 2016 - Youth in Oregon
- 2019 - Love, Antosha
- 2020 - The Trial of the Chicago 7
- 2022 - Angry Neighbors